# Isoflavona
Isoflavonas são compostos orgânicos naturais (metabólitos secundários) de origem vegetal pouco distribuídos na natureza, presentes principalmente na família Fabaceae, sendo abundantes na soja (Glycine max Merr.) e em seus derivados. Estes compostos apresentam efeito estrogênico por apresentarem semelhança estrutural com os hormônios estrogênicos, encontrados em maior concentração nas mulheres. Estruturalmente podem ser consideradas como derivadas da 3-fenilcromana.
As isoflavonas pertencem à classe dos flavonóides e podem ocorrer tanto na forma de aglicona como na forma glicosilada, quando possui uma ose (açúcar) ligada à posição 5 ou 7 do anel A. A forma glicosilada ocorre naturalmente nos grãos da soja e na farinha de soja; já os acetil-derivados e as agliconas são formados durante o processamento industrial da soja ou no metabolismo da soja no organismo. O isolado protéico de soja possui maiores teores das formas agliconas.
A genisteína é a isoflavona mais comumente encontrada na natureza.
As isoflavonas (também chamadas isoflavonóides) são compostos químicos fenólicos, pertencentes à classe dos fitoestrógenos e estão amplamente distribuídos no reino vegetal, são metabólitos secundários polifenólicos produzidos por plantas da família Leguminosae. O consumo de alimentos que contêm esses compostos, reduz a chance de algumas patologias como a osteoporose e doenças cardiovasculares, reduz também a sintomatologia da menopausa e abranda o envelhecimento epitelial. Esta capacidade protetora deve-se à similaridade que a isoflavona tem com os estrogénios endógenos (17β-estradiol, estriol, estrona). As isoflavonas são opções alternativas aos estrógenos e têm sido genericamente conhecidas como fitoestrógenos, e a sua molécula possui estrutura semelhante ao 17- beta-estradiol, sendo capaz de atuar sobre os receptores estrogênicos e simulando algumas das propriedades dos hormônios femininos, incluindo a prevenção da osteoporose e efeitos protetores cardiovasculares sobre o perfil lipídico (MARQUES et al., 2002). Em adição à sua atividade anti-estrogênica, estes compostos possuem diversas propriedades biológicas (atividade antioxidante, inibição da atividade enzimática e outras) que podem influenciar muitos processos bioquímicos e fisiológicos. Indicada como repositor hormonal, para o tratamento sintomático e prevenção de complicações da menopausa como doença cardíaca e osteoporose, para tratamento do Mal de Alzheimer, câncer de mama e de útero, e endometriose. Apresenta propriedades imuno estimulantes e antioxidantes. 
Estes metabólitos têm uma distribuição muito limitada encontrando-se em quantidades fisiologicamente relevantes em alguns alimentos mais comumente consumidos pelos seres humanos, como a soja e os alimentos derivados desta leguminosa, embora outras plantas, como o trevo vermelho, sejam também fontes ricas.

## Caracterização das Isoflavonas
As isoflavonas são uma classe de compostos polifenólicos que se encontram nas espécies vegetais da família Fabacaea e que apresentam potencial atividade estrogênica, redutora de colesterol, ação quimioterapêutica e antioxidante. Estas substâncias apresentam um grupo fenilo na posição 3 do anel benzopireno. A maioria das isoflavonas para consumo humano e que atualmente são muito estudadas são derivadas da soja. (Dewick, 2009). Isoflavonas inibem a produção de oxigênio reativo, que está envolvido na formação de radicais livres, demonstrando o efeito antioxidante das isoflavonas. Estudos mostram que como antioxidantes, têm a capacidade de neutralizar ou tornar mais lenta a taxa de oxidação do LDL – colesterol (WEI, 1995).
As isoflavonas pertencem a um grupo de metabólitos secundários que se podem extrair de plantas da família Leguminosae (Fabaceae). A via biossintética é a da via do chiquimato. A via chiquimato fornece uma via alternativa para compostos aromáticos, particularmente os aminoácidos aromáticos L-fenilalanina, L-tirosina e L-triptofano. Microrganismos e plantas usam esta via, mas os animais não, e é por essa razão que os aminoácidos aromáticos são aminoácidos essenciais (fenilalanina e tirosina) para o homem, obtidos através da alimentação. (Dewick, 2009; Preedy, 2012)
Os flavonoides são um subgrupo de um vasto grupo de constituintes de plantas, os polifenóis. Os isoflavonóides apresentam uma distribuição muito restrita no reino das plantas e são encontrados predominantemente nas plantas leguminosas. (Dewick, 2009) Neste subgrupo foram identificados cerca de 360 isoflavonoides na natureza que foram divididos em subclasses de acordo com o nível de oxidação do anel pirano central. As isoflavonas são uma subclasse de metabólitos que são fitoestrogénios polifenólicos e que se apresentam principalmente na forma de heterósidos metoxilados, glicosilados ou sulfonados e são frequentemente compostos altamente polares. (Dewick, 2009) As isoflavonas de ocorrência natural que demonstraram atividade estrogénica são as aglíconas daidzeína (4',7 - di-hidroxi-isoflavona) e genisteína (4',5,7- tri-hidroxi- isoflavona) e os respetivos glucósidos, daidzina e genistina; os precursores bioquanina A e formononetina, éteres 4-metil da genisteína e daidzeína, após a ação das glucosidases intestinais originam a genisteína e a daidzeína, respetivamente. A gliciteína (7,4'-di-hidroxi-6-metoxi-isoflavona) e o respetivo glucósido glicitina é também uma isoflavona. Os glicósidos podem também encontrar-se esterificados com ácidos orgânicos, tais como malonilo ou ácido acético. Existem no total 12 isómeros diferentes de isoflavonas. (Ososki, 2003; Munro, 2003)
Portanto, as isoflavonas mais comumente encontradas em alimentos à base de plantas:
• Genisteína
• Daidzeína
• Gliciteína
• Bioquanina A (derivado de uma metilação da genisteína)
• Formononetina (derivado de uma metilação da daidzeína)
Nas plantas, as isoflavonas encontram-se mais comumente na forma de heterósidos, o que significa que estão ligadas a uma molécula de açúcar. (Barnes et al., 2013) Estes heterósidos têm de sofrer algumas alterações antes de se tornarem biologicamente ativos. 

## Biodisponibilidade das isoflavonas
Após a ingestão, os isoflavonoides são transformados no trato intestinal pelo metabolismo bacteriano. (Kopečná-Zapletalová et al., 2017). Os glucósidos sofrem hidrólises realizadas por bactérias intestinais e enzimas hidrolíticas libertando as aglíconas biologicamente ativas (daidzeína, genisteína e gliciteína). 
Como os glucósidos de isoflavonas (apresentam um grupo açúcar) não conseguem ser absorvidos intactos em quantidades significativas, estes devem ser clivados de modo 9 a libertar as aglíconas. A absorção deste metabolito a partir de alimentos varia geralmente entre 10 a 50 %.  Os respetivos glucósidos das isoflavonas são hidrolisados tanto pelas enzimas presentes nos alimentos, como enzimas bacterianas no intestino grosso ou delgado, ou por enzimas humanas presentes na mucosa intestinal como β-glucosidases.   Após a ingestão, as formas conjugadas das isoflavonas são hidrolisadas por ßglicosidadases de bactérias intestinais, liberando as principais agliconas, a daidzeína e a genisteína . Esses compostos podem ser absorvidos e/ou metabolizados por bactérias intestinais com a formação de metabólitos específicos . As agliconas são absorvidas pelo trato intestinal, sendo transportadas pelo sistema porta-hepático até o fígado, no qual são eficientemente conjugadas com ácido glucurônico, cerca de 95%, e em menor proporção com sulfato (LUNDH, 1995). A retomada das isoflavonas circulantes do sangue ocorre passivamente e todas as células que contêm receptores para estrógenos potencialmente podem ser influenciadas por essas moléculas, e quando estas moléculas são secretadas na bile pelo fígado, parte é reabsorvida pela circulação entero-hepática e parte é excretada pelas fezes (ANDERSON e GARNER, 1997), e a maior parte, 10 a 30% da ingestão dietética, através da urina . 
A biodisponibilidade das isoflavonas da soja, além de outros fatores, é influenciada positivamente por um intestino saudável, pois a microflora é importante na conversão destas substâncias às suas formas ativas, e pesquisas concluem que a administração de antibióticos bloqueia seu metabolismo . 

## Mecanismos de ação da isoflavona
As isoflavonas atuam por vários mecanismos que justificam os efeitos terapêuticos que produzem, tais como a redução de doenças coronárias, retardamento da manifestação da aterosclerose, efeitos benéficos na hipercolesterolemia, proteção contra o cancro, melhoria da osteoporose e atividade hormonal.  Alguns dos mecanismos incluem:
• Ligação aos recetores de estrogénio;
• Inibição da proteína tirosina cinase;
• Propriedades antioxidantes;
• Interação com recetores ativados por proliferador de peroxissoma PPAR (Peroxisome Proliferator-Activated Receptor);
• Inibição competitiva fraca da peroxidase da tiróide (TPO).
Como também a modulação da síntese e metabolismo dos esteroides, indução da quebra de cadeias de DNA que provocam a apoptose ou morte da célula, inibição da angiogénese, inibição da formação e ativação das plaquetas, aumento da atividade do recetor de LDL e aumento da fluidez da membrana. (Pizzorno & Murray, 2013)

## Isoflavonas em alimentos
Embora a maioria dos constituintes de soja tenham sido investigados, os constituintes que apresentam maior foco do ponto de vista terapêutico são as três isoflavonas: genisteína, daidzeína e gliciteína e os seus respectivos glicósidos que apresentam uma percentagem de aproximadamente 50%, 40% e 10%, respetivamente, do total de isoflavonas presentes nos grãos de soja. (Van Ee, 2009) 
Cada grama de proteína de soja em grãos de soja e outros alimentos que contêm soja estão associados a aproximadamente 3,5 miligramas de isoflavonas. Consequentemente, uma refeição tradicional de soja, como por exemplo 100 gramas de tofu ou 250 mililitros de leite de soja fornecem pelo menos cerca de 25 miligramas de isoflavonas. Em produtos mais refinados, que apresentam maioritariamente proteína da soja isolada (cerca de 90%), até 80 a 90% do teor de isoflavona pode ser perdido como resultado do processamento. 
Quantidade em mg de isoflavonas por 100 g em alimentos derivados de soja (Rizzo & Baroni, 2018)
| Produto derivado da soja       | mg por 100 g |
| ------------------------------ | ------------ |
| Missô                          | 41,45        |
| Edamame                        | 17,92        |
| Natto                          | 82,29        |
| Queijo de soja                 | 6,02-25,72   |
| Farinha de soja texturizada    | 172,55       |
| Farinha de soja desengordurada | 150,94       |
| Lecitina de soja               | 15,7         |
| Proteína de soja isolada       | 91,05        |
| Shoyu (molho de soja)          | 1,18         |
| Feijão de soja torrado         | 148,5        |
| Feijão de soja cru             | 154,53       |
| Yuba/foo jook                  | 44,67        |
| Leite de soja                  | 0,7-10,73    |
| Sufu                           | 13,75        |
| Tempeh                         | 3,82         |
| Tofu                           | 13,1-34,78   |
| Okara                          | 9,39         |
| Fuyu                           | 45,51        |
| Óleo de soja                   | 0            |

Algumas das plantas referidas podem ser adotadas na alimentação normal diária, mas também como fonte de isoflavonas para produção de suplementos alimentares. A planta mais comumente utilizada é a soja devido às estatísticas e diversos estudos que comprovam a sua efetividade. 
Portanto, para além de usufruir das isoflavonas da soja a partir do consumo da própria planta, existem diversos suplementos alimentares disponíveis nas farmácias com isoflavonas à base de soja e que podem e são aconselhados pelos profissionais de saúde de acordo com a necessidade de cada indivíduo. 

## Principais precauções
O consumo de soja é seguro para a maioria das pessoas, exceto aquelas que têm alergia específica a esse alimento. Em quantidades normais, ou seja, doses de até 60 gramas de soja por dia, não há riscos conhecidos associados ao seu consumo. Além disso, essa quantidade diária de soja contribui com cerca de 185 mg de isoflavonas. A longo prazo, o efeito resultante do uso de doses maiores de extratos de soja ainda não foi estabelecido. Os efeitos adversos mais comuns são problemas gastrointestinais como dor de estômago e diarreia. A evidência atual indica que é seguro comer alimentos com soja para as mulheres que tiveram câncer de mama ou que têm risco de desenvolver câncer de mama.
No entanto, a mesma consideração não pode ser aplicada aos suplementos de isoflavonas de soja, uma vez que a informação disponível é insuficiente para estabelecer sua segurança. (National Center for Complementary and Integrative Health (NCCIH), 2017). Em relação às crianças, é provavelmente seguro consumir quantidades normais de isoflavonas de soja encontradas na alimentação regular, e isso não deve afetar sua saúde reprodutiva no futuro. Contudo, o leite de soja não deve ser usado como um substituto da alimentação normal da criança pois pode levar a deficiências nutricionais.
No caso de mulheres grávidas, o consumo de soja na dieta normal é provavelmente seguro. No entanto, é preferível evitar o consumo oral de quantidades elevadas de soja em forma de suplementos medicinais, pois isso pode afetar o desenvolvimento do feto. (Natural Medicines Comprehensive Database, 2012).
Efeitos secundários e toxicidade não são conhecidos numa aplicação normal tópica de produtos que apresentam isoflavonas derivadas da soja na sua composição. O emprego de preparações cosméticas contendo extrato com isoflavonas não deve ser feita mais de duas vezes ao dia e estes devem ser padronizados. 